# Ljukovo
Ljukovo (izvirno srbsko Љуково) je naselje v Srbiji, ki upravno spada pod Občino Inđija; slednja pa je del Sremskega upravnega okraja.

## Demografija
V naselju, katerega izvirno (srbsko-cirilično) ime je Љуково, živi 1253 polnoletnih prebivalcev, pri čemer je njihova povprečna starost 38,2 let (36,6 pri moških in 39,9 pri ženskah). Naselje ima 453 gospodinjstev, pri čemer je povprečno število članov na gospodinjstvo 3,54.
To naselje je, glede na rezultate popisa iz leta 2002, večinoma srbsko, a v času zadnjih 3 popisov je opazen porast števila prebivalcev.
|  |

| Demografija | Demografija     | Demografija     |
| Leto        | Št. prebivalcev | Št. prebivalcev |
| ----------- | --------------- | --------------- |
|             |                 |                 |
|             |                 |                 |
|             |                 |                 |
|             |                 |                 |
| 1948        | 486             |                 |
| 1953        | 570             |                 |
| 1961        | 897             |                 |
| 1971        | 967             |                 |
| 1981        | 1191            |                 |
| 1991        | 1301            | 1247            |
| 2002        | 1706            | 1604            |
|             |                 |                 |

| Etnična sestava po popisu iz leta 2002 | Etnična sestava po popisu iz leta 2002 | Etnična sestava po popisu iz leta 2002 | Etnična sestava po popisu iz leta 2002 | Etnična sestava po popisu iz leta 2002 |
| -------------------------------------- | -------------------------------------- | -------------------------------------- | -------------------------------------- | -------------------------------------- |
| Srbi                                   | Srbi                                   |                                        | 1.522                                  | 94,88%                                 |
| Hrvati                                 | Hrvati                                 |                                        | 31                                     | 1,93%                                  |
| Jugoslovani                            | Jugoslovani                            |                                        | 14                                     | 0,87%                                  |
| Ukrajinci                              | Ukrajinci                              |                                        | 12                                     | 0,74%                                  |
| Madžari                                | Madžari                                |                                        | 4                                      | 0,24%                                  |
| Čehi                                   | Čehi                                   |                                        | 1                                      | 0,06%                                  |
| Črnogorci                              | Črnogorci                              |                                        | 1                                      | 0,06%                                  |
| Slovenci                               | Slovenci                               |                                        | 1                                      | 0,06%                                  |
| Slovaki                                | Slovaki                                |                                        | 1                                      | 0,06%                                  |
| Neznano                                | Neznano                                |                                        | 12                                     | 0,74%                                  |